# Comuna de Kamień
Kamień (polaco: Gmina Kamień) é uma gminy (comuna) na Polónia, na voivodia de Lublin e no condado de Chełmski. A sede do condado é a cidade de Kamień.
De acordo com os censos de 2004, a comuna tem 4003 habitantes, com uma densidade 41,3 hab/km².

## Área
Estende-se por uma área de 96,9 km², incluindo:
- área agricola: 81%
- área florestal: 7%

## Demografia
Dados de 30 de Junho 2004:
|                      | Total   | Total | Mulheres | Mulheres | Homens  | Homens |
| -------------------- | ------- | ----- | -------- | -------- | ------- | ------ |
|                      | pessoas | %     | pessoas  | %        | pessoas | %      |
| População            | 4003    | 100   | 1998     | 49,9     | 2005    | 50,1   |
| Densidade (pop./km²) | 41,3    | 100   | 20,6     | 20,6     | 20,7    | 20,7   |

De acordo com dados de 2002, o rendimento médio per capita ascendia a 1399,87 zł.

## Comunas vizinhas
- Chełm, Dorohusk, Leśniowice, Żmudź